# La Rouquette
La Rouquette település Franciaországban, Aveyron megyében. Lakosainak száma 774 fő (2022. január 1.). La Rouquette Monteils, Sanvensa, Savignac, Vailhourles, Villefranche-de-Rouergue és Castanet községekkel határos.

## Népesség
A település népességének változása:
| Lakosok száma | 415  | 554  | 586  | 698  | 765  | 775  | 784  | 775  | 770  | 774  |
|               | 1968 | 1982 | 1990 | 2006 | 2013 | 2015 | 2017 | 2019 | 2020 | 2022 |